# Rosannagh MacLennan
Rosannagh MacLennan, född den 28 augusti 1988 i King City utanför Toronto, är en kanadensisk gymnast.
Hon tog OS-guld i damernas trampolin i samband med de olympiska gymnastiktävlingarna 2012 i London. Vid olympiska sommarspelen 2016 tog MacLennan ytterligare en guldmedalj i trampolin.